# Tā moko

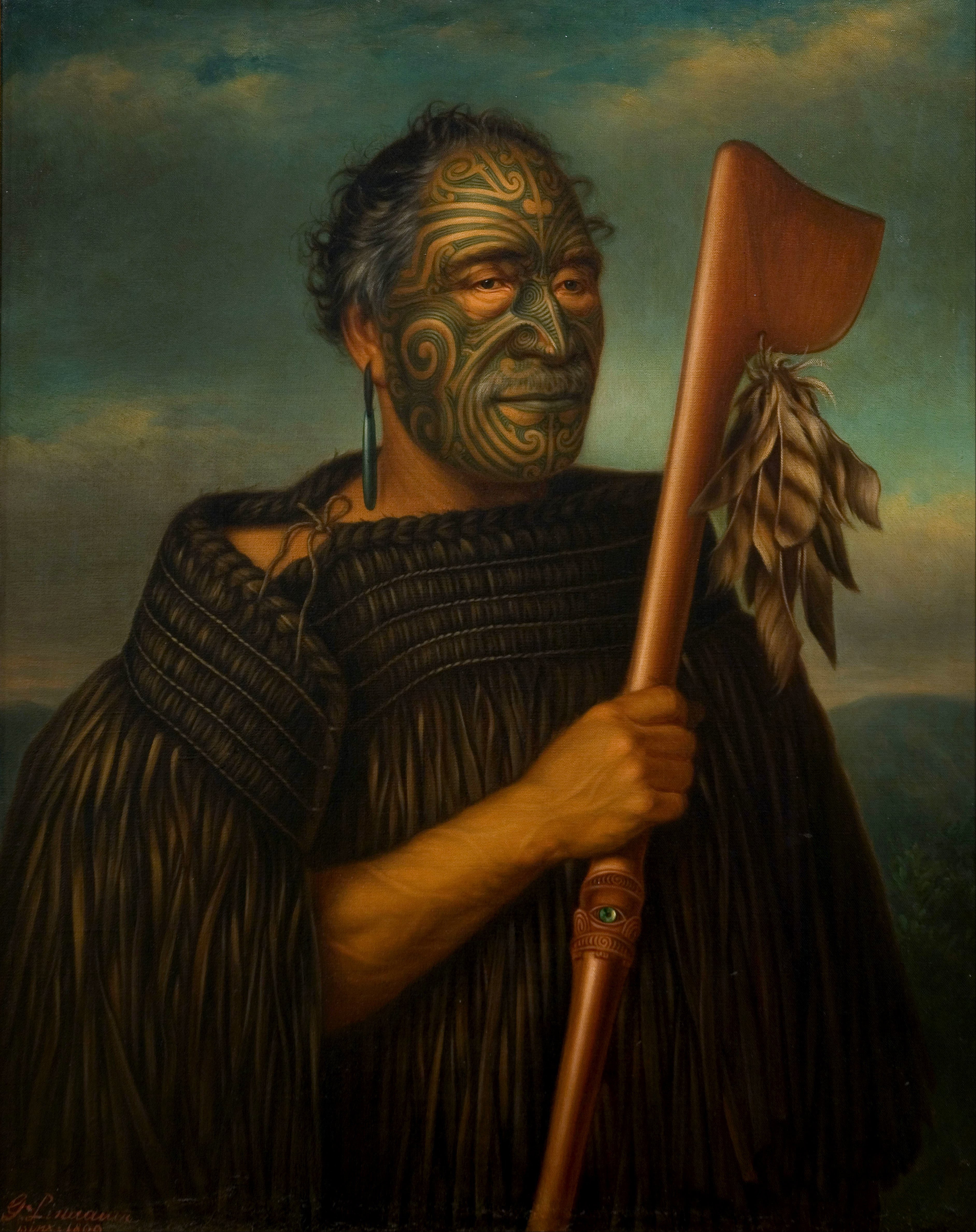
Tamati Waka Nene, per Gottfried Lindauer

Tā moko és un dibuix permanent al cos i la cara dels maoris, el poble indígena de Nova Zelanda. És diferent del tradicional tatuatge, ja què la pell es tallada per un uhi (cisell) en lloc de perforar-se. Això deixa la pell amb ranures en lloc d'una superfície llisa.
El capità James Cook va escriure en 1769:
| « | Les marques en general són espirals dibuixades amb gran subtilesa i fins i tot elegància. Un costat es correspon amb l'altre. Les marques en el cos s'assemblen fullatge que formen ornaments, circumvolucions de filigranes treballades, però en elles tenen aquest luxe de formes que, de cada cent que al principi semblava exactament igual, no hi ha dos iguals després de fer un examen minuciós. | » |

Els tohunga-tā-moko (o tatuadors) es consideren tapu o, excepcionalment, inviolables i sagrats.
A la utilització tradicional aquestes marques tenien un significat. Per exemple: la fulla de falguera de doble cara, sol representar que qui porta la marca és un guerrer.

## Història

### La llegenda de Mataora i Niwareka

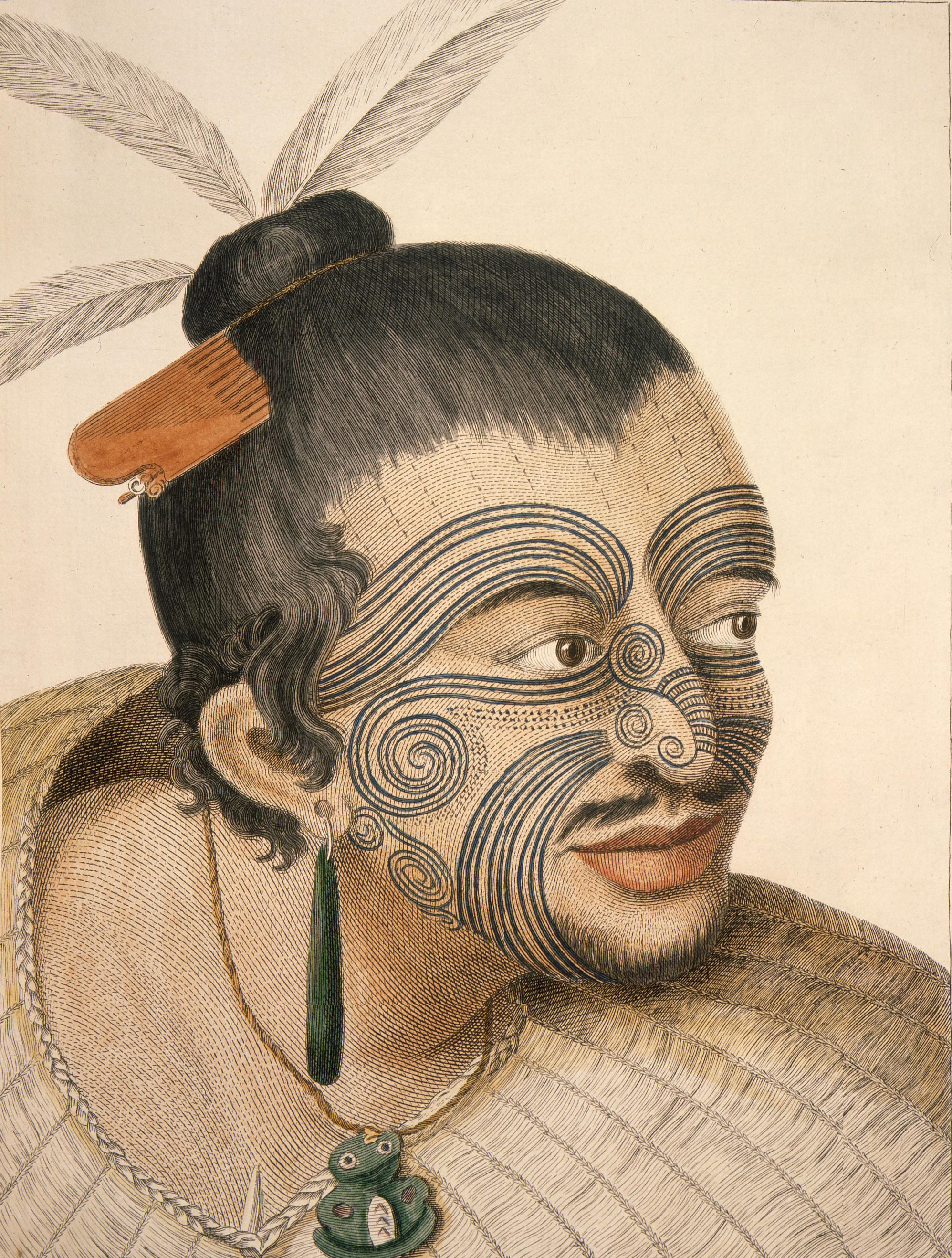
Cap maori, 1784

Una explicació menys històrica de l'origen del tatuatge maori es pot trobar a la llegenda local que suggereix que el tā moko, prové del món subterrani. La llegenda diu que hi havia un jove guerrer anomenat Mataora (que significa «cara de la vitalitat»), que es va enamorar de la jove princesa Niwareka, del clan Turehu (esperits) que vivia al món subterrani, el món dels esperits anomenat Rarohenga.
Un dia Niwareka va pujar al món de la superficíe (en maori Te Ao Tūroa, món natural) amb un grup de ball i va conèixer a Mataora. Aquest va quedar enlluernat per Niwareka i la va voler com a esposa. Ells es van casar i van viure junts durant algun temps. Un dia, Mataroa es va posar gelós i, enfadat, va colpejar a la seva dona. Niwareka va fugir immediatament per unir-se amb el seu pare, Uetonga, en Rarohenga. Consumit per la culpa i el dolor, Mataora es va cobrir la cara amb pintura i va anar a buscar la seva dona en el món subterrani per intentar guanyar el seu perdò. El seu viatge va ser llarg i ple de dificultats i obstacles. En arribar, Mataora va veure a Uetonga, el pare de Niwareka, tatuant a una persona. Va descobrir que el tatuatge es feia mitjançant talls a la pell, i que no era un simple marcat a la pell. Uetonga li va dir que era la seva forma de tatuatge en el món subterrani i va estendre la seva mà per netejar tots els dissenys de la cara de Mataora per demostrar la inutilitat d'un tatuatge temporal. Tothom va riure en veure els dibuixos esborrats. Mataora va dir, «Has arruïnat el meu tatuatge, ara ha de fer-ho de nou correctament». El dolor del procés era gairebé insuportable i, com a conseqüència, Mataora va començar a cantar a Niwareka, que es va compadir d'ell pel seu sofriment i el va rebre amb llàgrimes. Quan va curar el seu tā moko, Mataora va preguntar a Niwareka de tornar amb ell a la superfície. Va prometre a Uetonga que no perjudicaria de nou a la seva filla, com el tā moko que ara portava i que no s'esborra. Ella va acceptar i, abans de tornar a la superfície, el pare de Niwareka, el rei del món subterrani, va ensenyar l'art del tā moko a Mataora com a regal de comiat. Mataora va portar aquestes habilitats al seu poble i així va ser com els maoris van arribar a tenir el seu propi tipus de tatuatge.
Es diu que Mataora va desenvolupar el tā moko en Po-ririta, un whare-tuahi (casa d'ensenyament de les arts). El seu primer intent de fer un tā moko va ser amb un home anomenat Tū-tangata, però no va tenir èxit i el tatuat va ser conegut com a Tū-tangata-kino (Tū-tangata el lleig). No obstant això, Mataora va perseverar i es va propagar la fama per la seva obra. Els dissenys que va executar van ser els que li van fer en Rarohenga. Aquests inclouen la pōngiangia (disseny en les narius), pīhere (per la boca), ngū (a la part superior del nas) i tīwhana (línies de tatuatges a les celles). Altres dissenys de tā moko es van desenvolupar a través del whakairo (talla en fusta).

### Antecedents

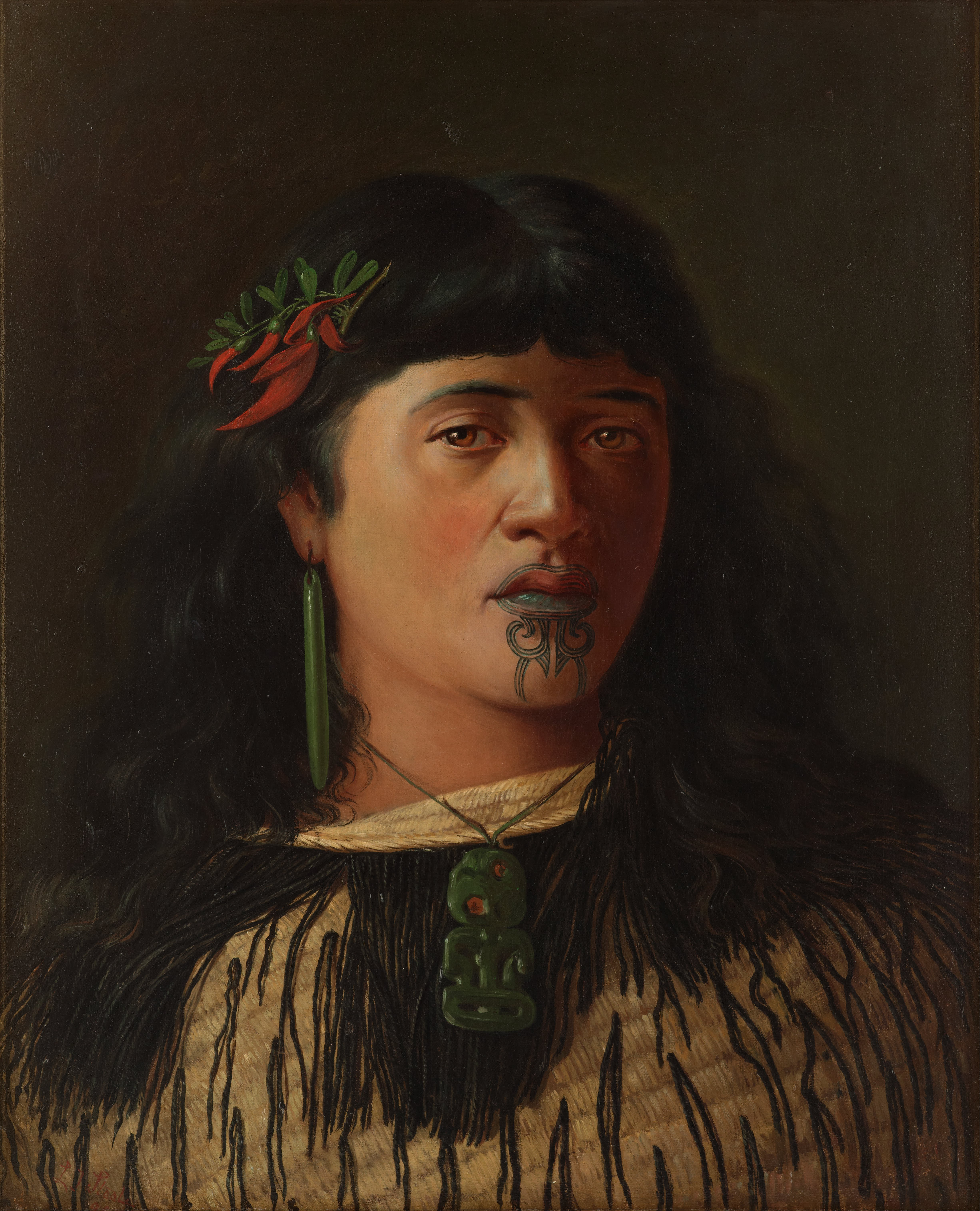
Retrat d'un jove maori amb tā moko, per Louis John Steele

L'art del tatuatge és comú a l'est de Polinèsia, a la terra natal dels maoris, i els tradicionals implements i mètodes utilitzats són similars als utilitzats en altres parts de la Polinèsia.
En la cultura maori pre-europea (període clàssic), molts, si no la majoria de les persones d'alt rang, van rebre el tā moko, i els que no s'ho feien eren vists com a persones de condició social més baixa. La recepció del tā moko va constituir una fita important entre la infància i l'edat adulta, i va ser acompanyada per molts ritus i rituals.
A part de senyalitzar l'estatus i el rang, una altra raó per a la pràctica del tatuatge durant el període clàssic era fer que una persona fos més atractiva per al sexe oposat. En general, els homes es feien tatuatges en els seus rostres, les natges (raperape) i les cuixes (puhoro). Les dones en general portaven tatuatges en els seus llavis (kauwae) i el mentó. Es coneixen altres parts del cos que tenien tatuatges', que incloïen els fronts, les natges, les cuixes, el coll i l'esquena de les dones; i les parts posteriors, els estómacs i els panxells dels homes.

### Els canvis
La pràctica dels pākehā (no-maori o neozelandès descendent d'europeus) de la recollida i el comerç de mokomokai (caps tatuats) va canviar la dinàmica del tā moko des del principi del període colonial. Michael King parla dels canvis que es van desenvolupar a finals del segle xix, quan les agulles van substituir els uhi (cisell) com les eines principals. Aquest era un mètode més ràpid, menys propens a possibles riscos per a la salut, i es va suavitzar el dolor produït per la realització del tā moko.
El tā moko en homes es van aturar al voltant de la dècada del 1860, en línia amb el canvi de la moda i l'acceptació per part dels pākehā. Les dones van seguir rebent el tā moko a principis del segle xx; Michael King va entrevistar a principis de 1970 a més de 70 dones d'edat avançada que havien rebut el tā moko. Tradicionalment, les dones només es tatuaven els seus llavis, al voltant de la barbeta, i a vegades les narius.

### El tā moko en l'actualitat
Des de 1990 hi ha hagut un ressorgiment en la pràctica del tā moko per a homes i dones, com un signe d'identitat cultural i un reflex de la reactivació general de la llengua i la cultura maori. La majoria dels tā moko aplicats actualment es realitza utilitzant una màquina de tatuatge, però també hi ha hagut un ressorgiment de l'ús de l'uhi (cisell). Les dones també s'han involucrat molt com a professionals, com Christine Harvey en les illes Chatham, Henriata Nicolau en Rotorua i Julie Kipa en Whakatane.
En el 2000 es va establir el The Uhi a Mataora, «per preservar, millorar i desenvolupar el tā moko com un art viu».

.
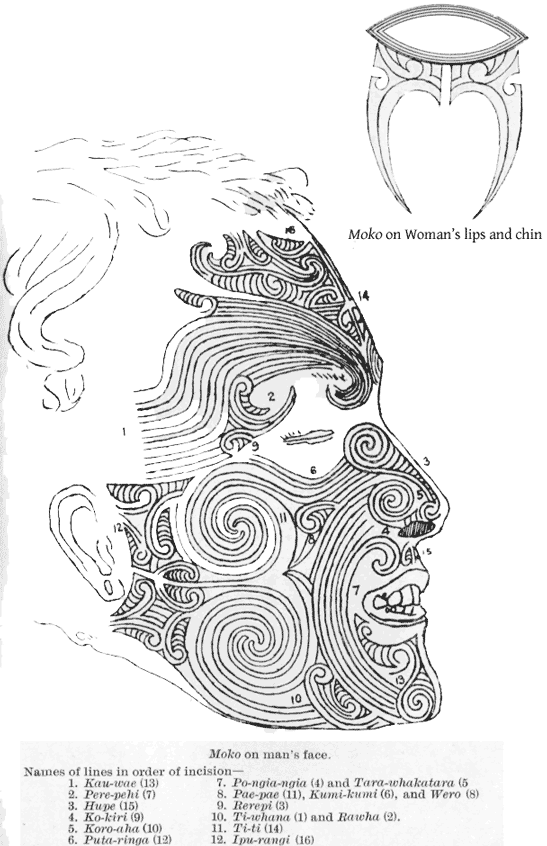
Maori amb tā moko, 1908
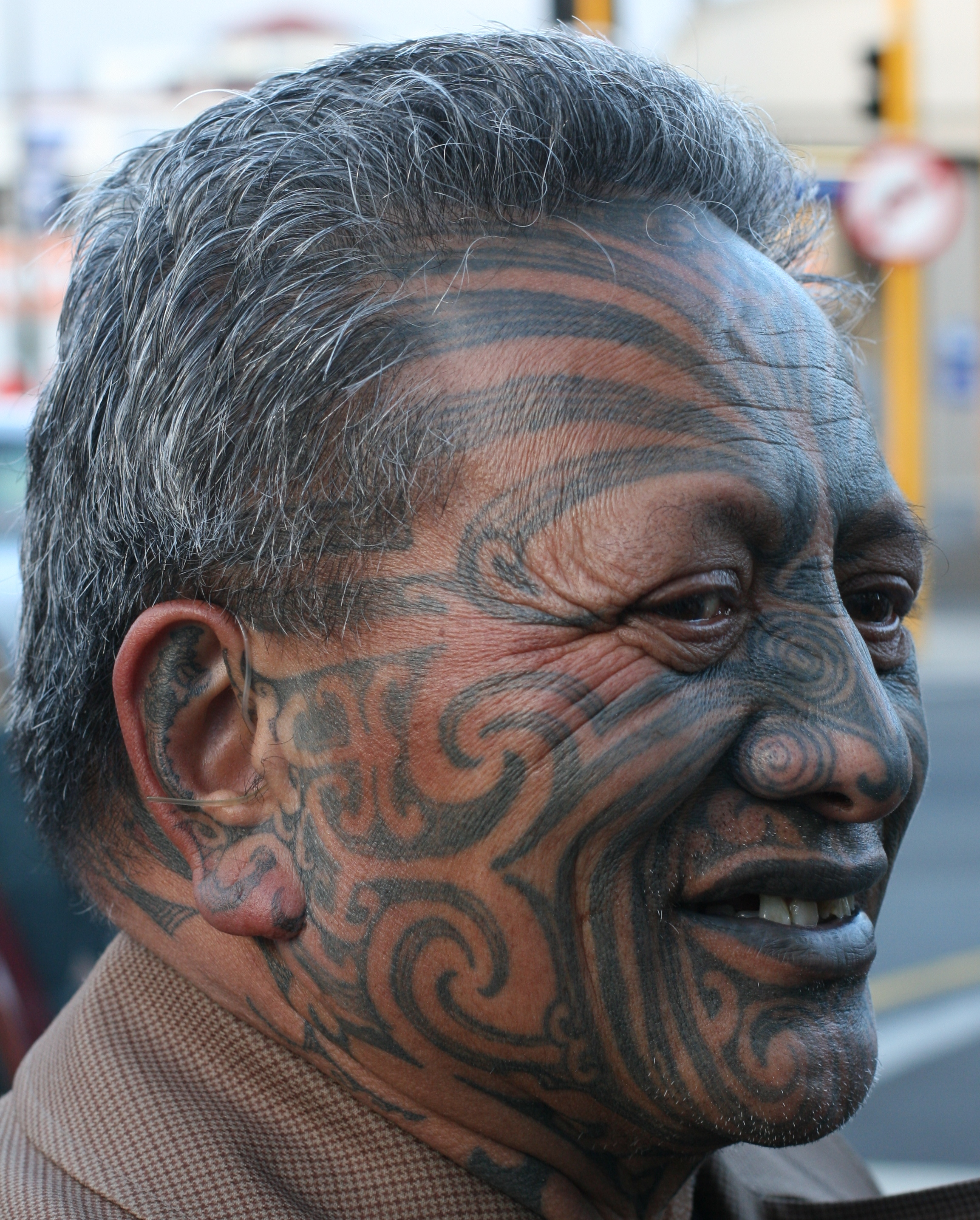
Tāme Iti, Ngāi Tūhoe
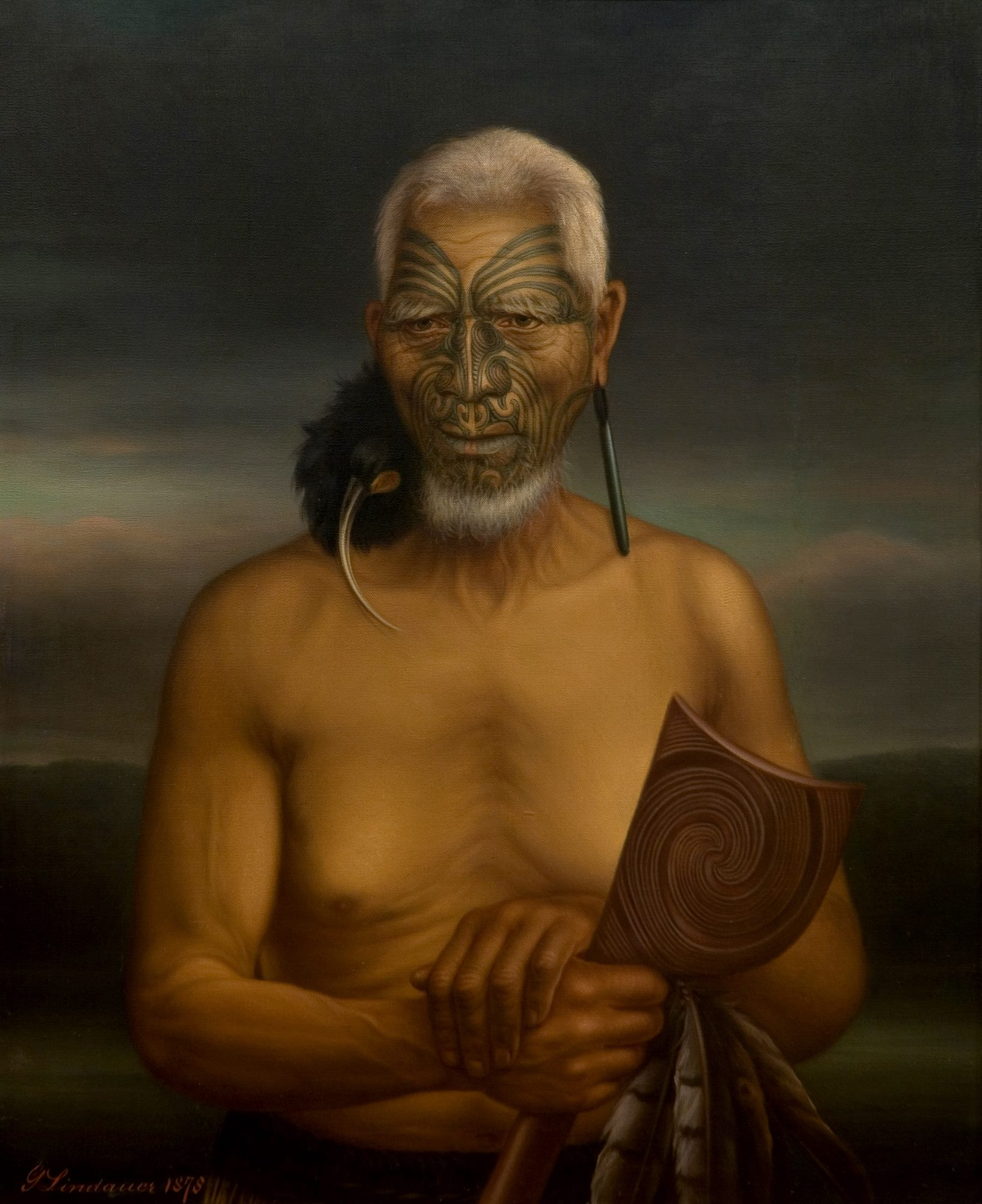
Tukukino Te Ahiātaewa, Ngāti Tamaterā
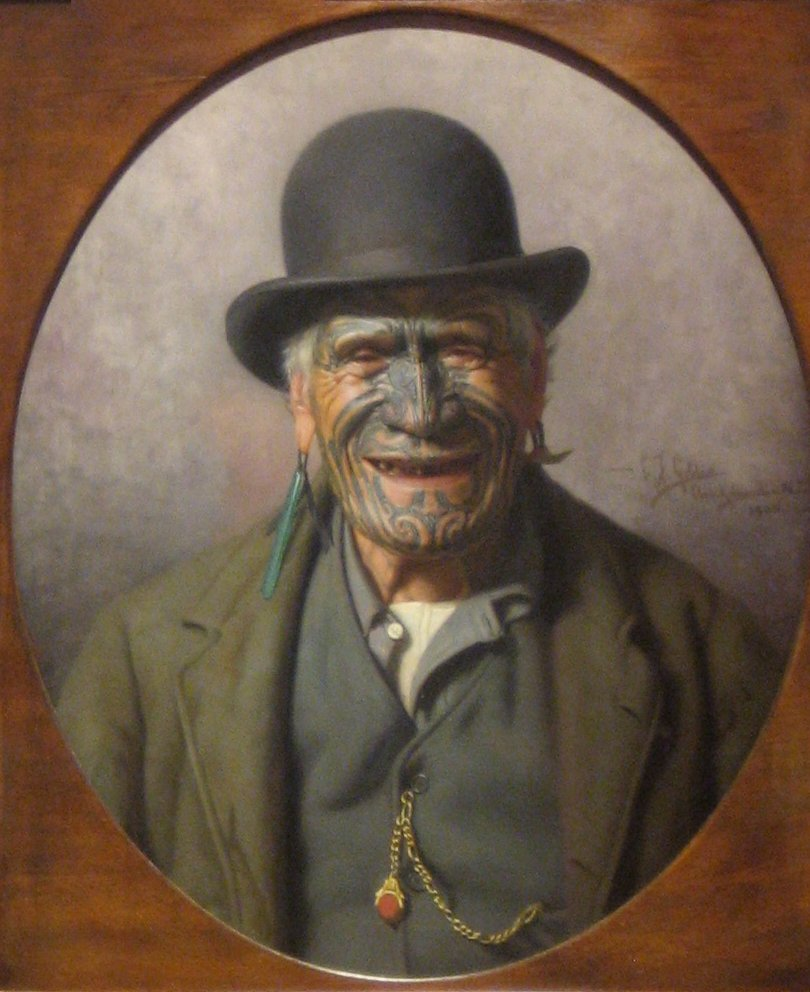
Te Aho-o-te-rangi Wharepu, Ngāti Mahuta

## Instruments utilitzats

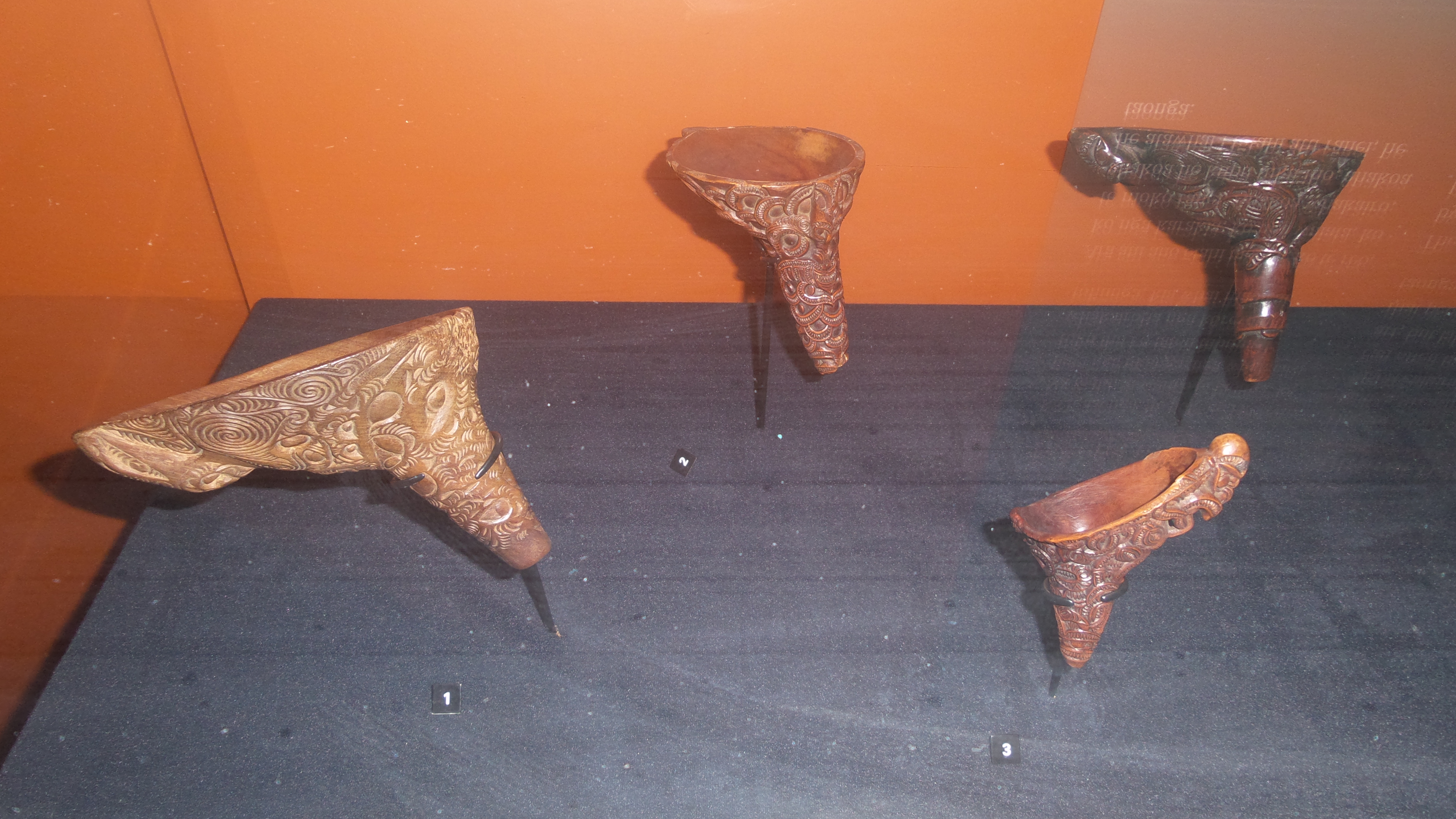
Una col·lecció de kōrere (embuts d'alimentació). Te Papa, Museu de Wellington (Nova Zelanda)

L'entorn de Nova Zelanda, amb les seves moltes varietats d'arbres desconegudes en altres parts de la Polinèsia, sens dubte, va influir en l'aparició de nous dissenys i noves tecnologies en el tā moko.
Originalment, els tohunga-tā-moko (els tatuadors de tā moko) utilitzaven una gamma d'uhi (cisells) fets d'os d'albatros, que s'empeltaven en un mànec i que eren colpejats amb un mall.
Els pigments es fabricaven a partir de l'awheto per al color del cos, i ngarehu (fustes cremades) per a ennegrir la cara. El sutge de kauri grum cremat també es barreja amb greix per fer pigment. La introducció d'armes de foc pels europeus va permetre als maoris d'utilitzar la pólvora per fer pigments, i això va donar un tint blau a la pell tatuada. Amb el temps va arribar a estar disponible la tinta xinesa, i alguns tohunga-tā-moko van combinar aquesta tinta amb materials tradicionals. Els pigments s'emmagatzemaven en recipients adornats anomenats oko, que sovint s'enterraven quan no s'utilitzaven. L'oko es lliurava a les generacions successives.
S'utilitza el kōrere (embut d'alimentació) per alimentar els homes que tenien la boca inflada de rebre el tā moko.
Els homes eren predominantment els especialistes del tā moko, encara que Michael King registra un nombre de dones que durant el segle xx també el practicaven. També hi ha un relat que tracta d'una dona presonera de guerra durant la dècada de 1830, que sembla que va posar un tā moko en tota la part posterior de l'esposa d'un cap.

## Zones del tā moko

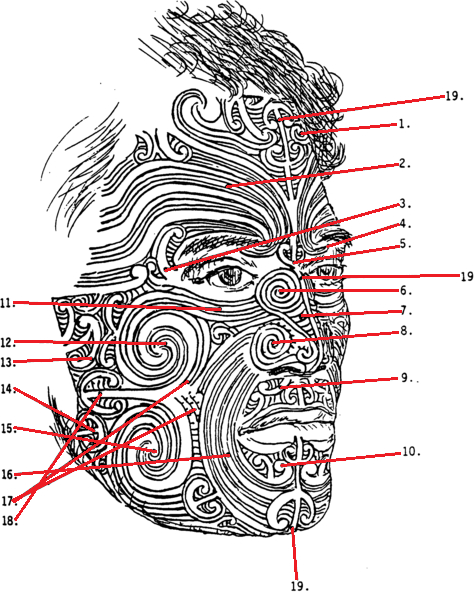
Zones del tā moko

Nomenclatura de les zones del tā moko:
- 1. Titi
- 2. Tiwahana
- 3. Pukaru
- 3a. Kape
- 4. Rewha
- 5. Kohiti
- 6. Ngu
- 7. Whakatara
- 8. Pongiangia
- 9. Hupe
- 10. Kauae (Kauwae)
- 11. Kumikumi
- 12. Kowhiri (Kowiri)
- 13. Paepae
- 14. Putarinqa
- 15. Korowaha (Koroaha)
- 16. Rerepehi
- 17. Wero
- 18. Kokiri
- 19. Waiora

## L'ús pels no maoris
A partir de Moehanga en 1805, i posteriorment amb Hongi Hika i Te Pehi Kupe, i seguit per diversos pākehā maoris com Barnet Burns, els europeus van començar a conèixer el tā moko, però fins fa relativament poc temps la tècnica ha tingut poc impacte global.
No obstant això, en els últims anys, l'ús de dissenys maoris per Robbie Williams i Ben Harper, i en 2007 pel dissenyador Jean-Paul Gaultier en una desfilada de moda, ha creat una polèmica; els maoris no s'ho prenen a la lleugera perquè consideren sagrat el tā moko, i aquesta és la raó perque l'apropiació indeguda pels no-maoris és vista com una ofensa greu. Per conciliar la demanda dels dissenys maoris d'una manera culturalment sensible, el grup Te Uhi a Mataora promou l'ús del terme kirituhi, que actualment ha guanyat una àmplia acceptació:
| « | ... «kirituhi» es tradueix literalment com a significat de «pell dibuixada». A diferència del «tā moko», que requereix un procés de consentiment, la genealogia i la informació històrica, el «kirituhi» no és més que un disseny amb un sabor maori que es pot aplicar en qualsevol lloc, per qualsevol motiu i en qualsevol ... | » |

## Galeria

Tā moko
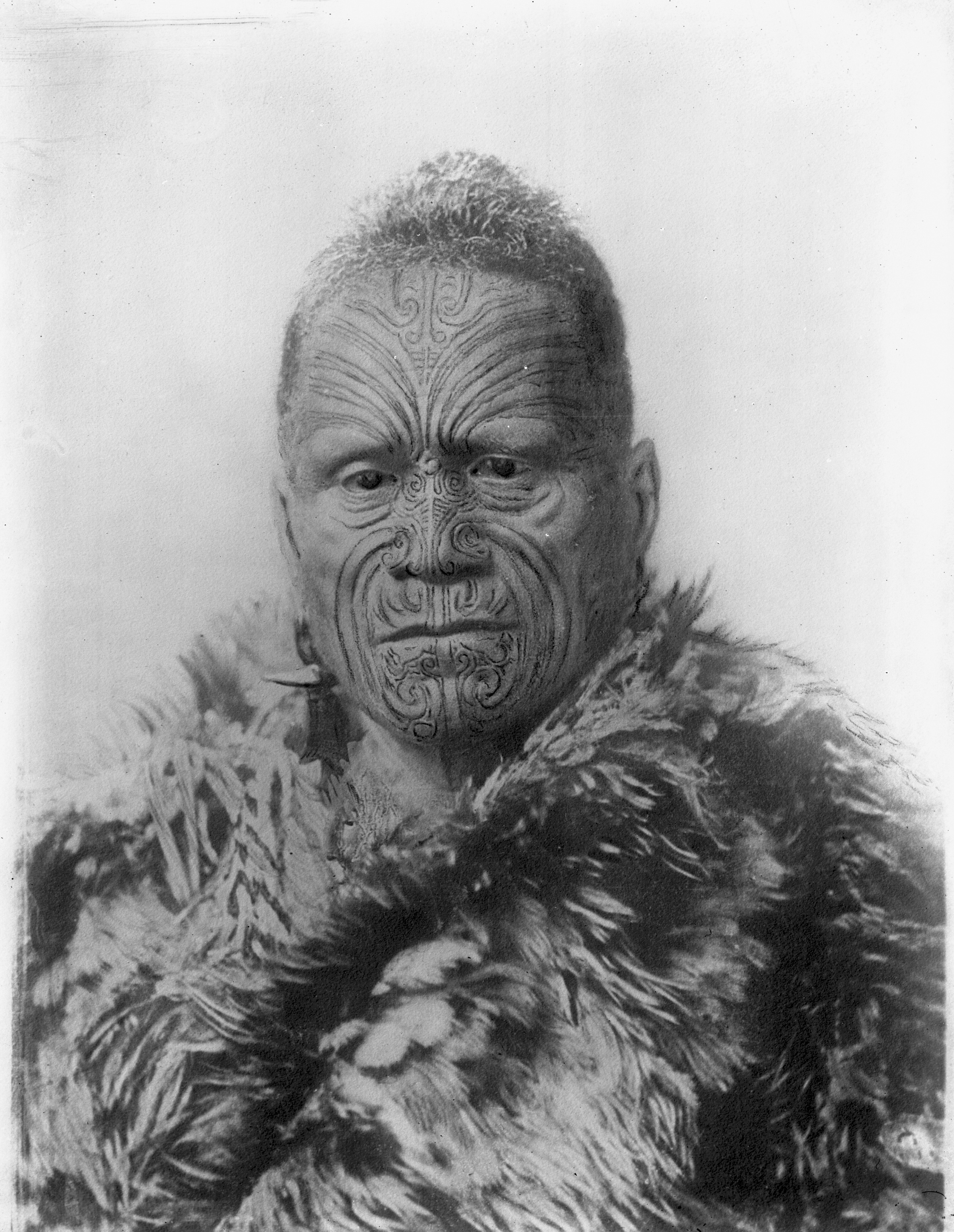
Tāwhiao, Tukaroto Matutaera Potatau Te Wherowhero
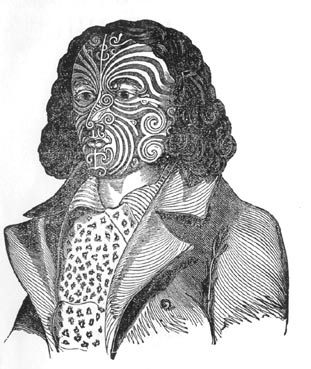
Barnet Burns, europeu
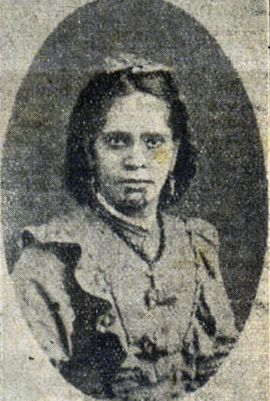
Riperata Kahutia, Te Aitanga-a-Mahaki
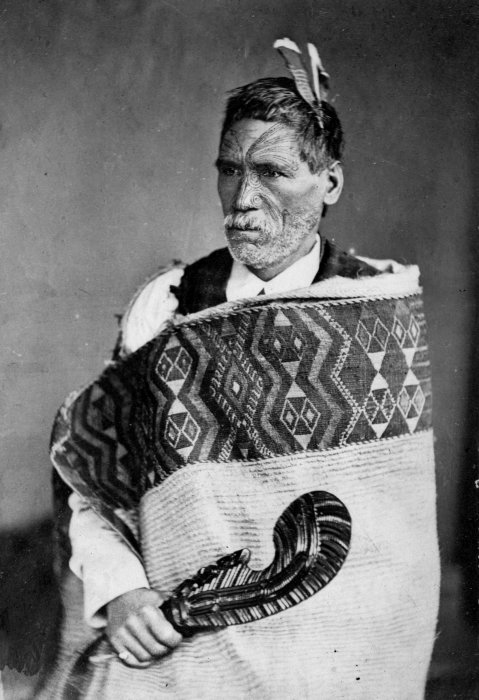
Rewi Manga Maniapoto, Ngāti Maniapoto, 1879
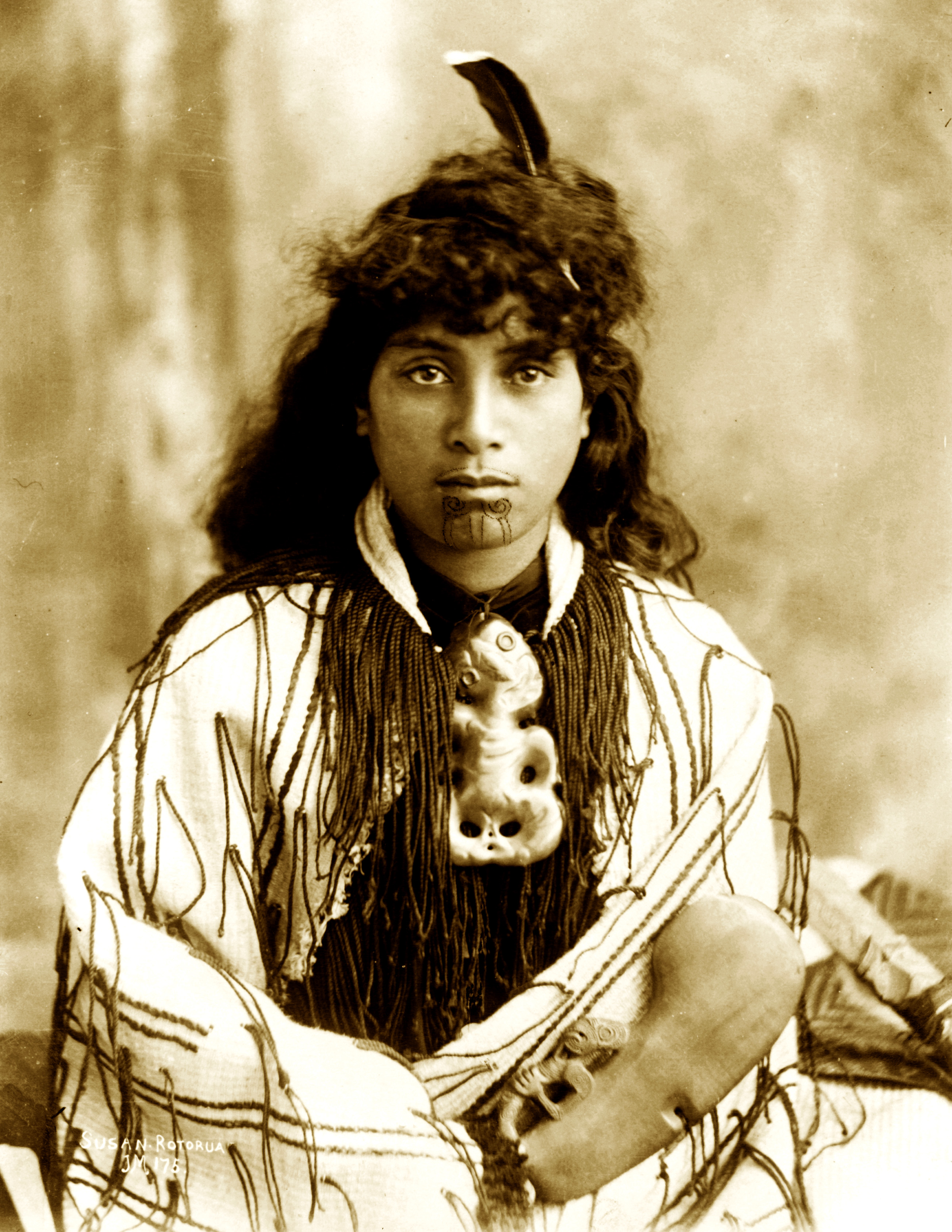
Guia Susan, 1905
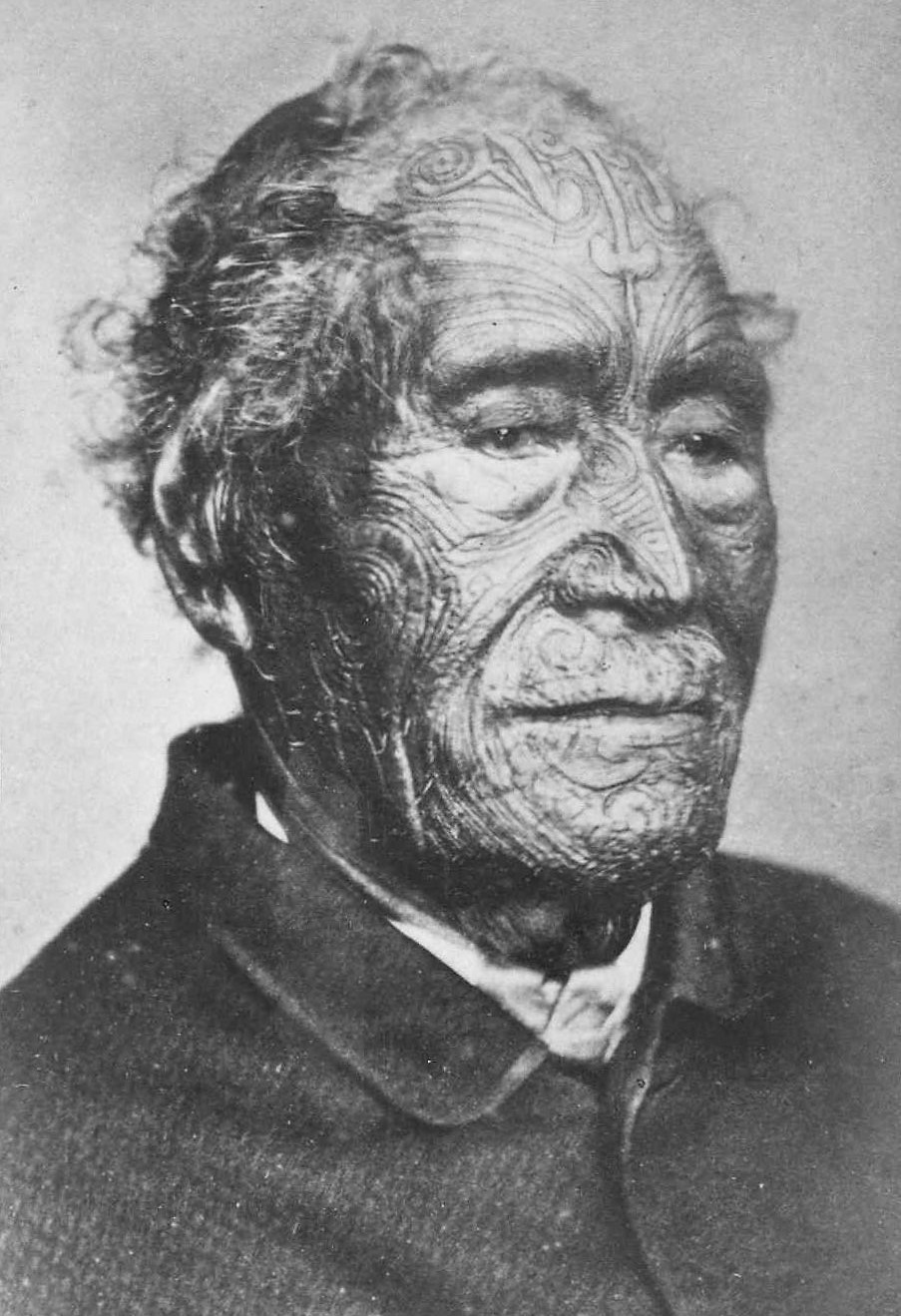
Tamati Waka Nene, Nga Puhi, 1870
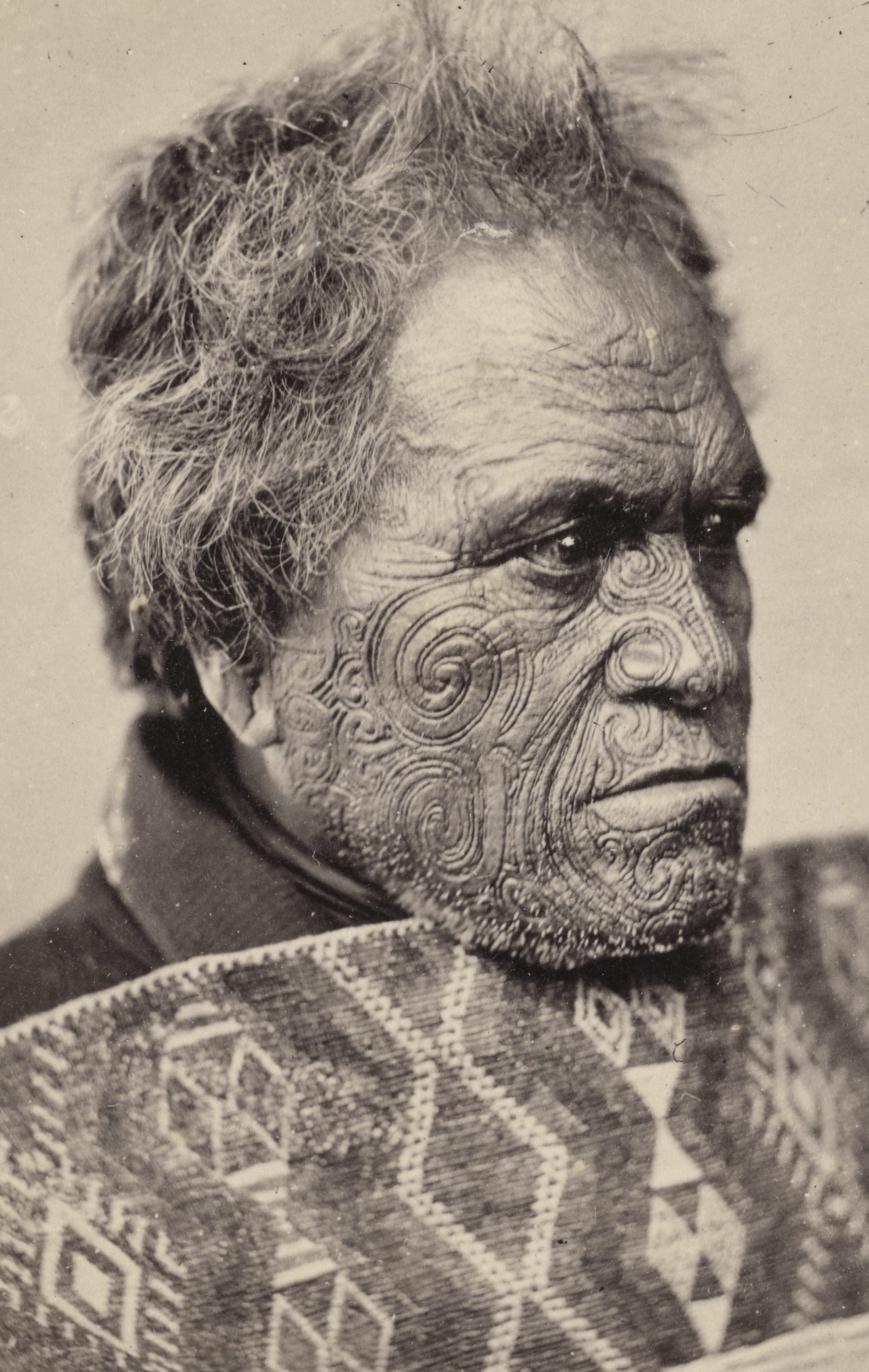
Tomika Te Mutu, Ngāi Te Rangi
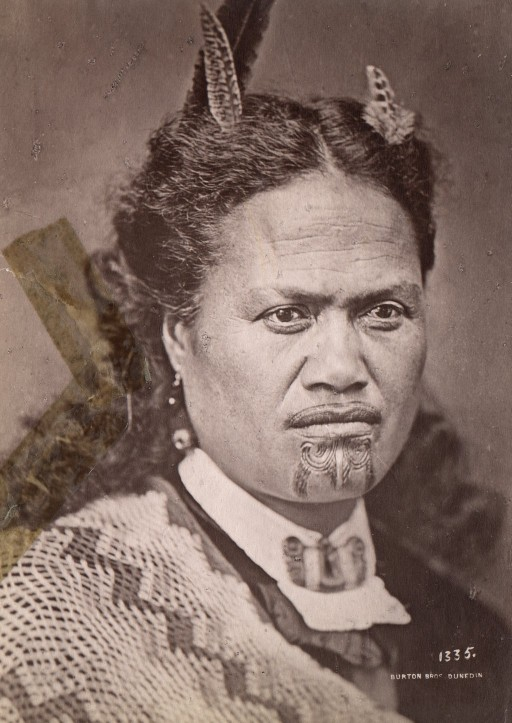
Dona maori desconeguda
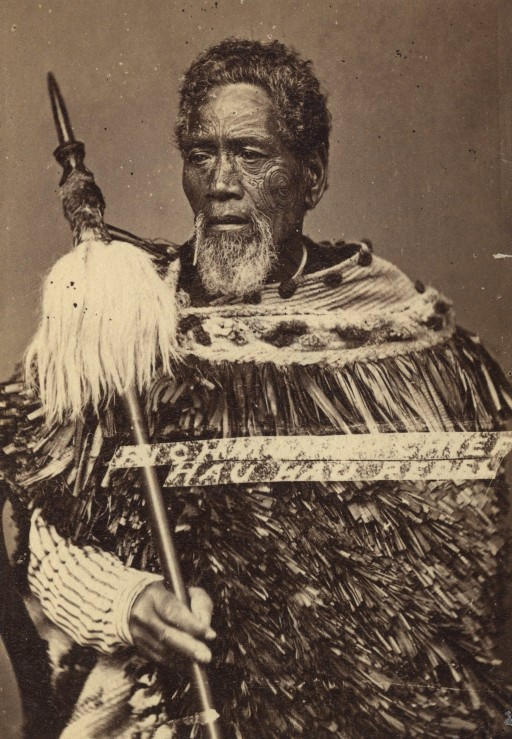
Home maori desconegut
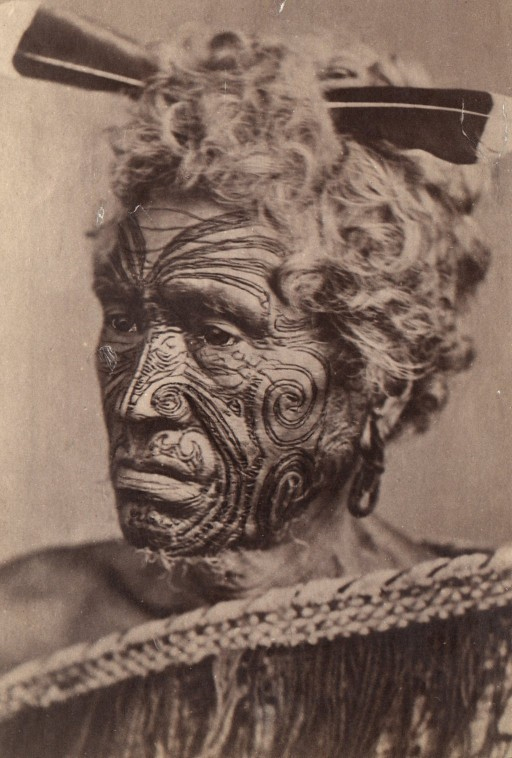
Home maori desconegut
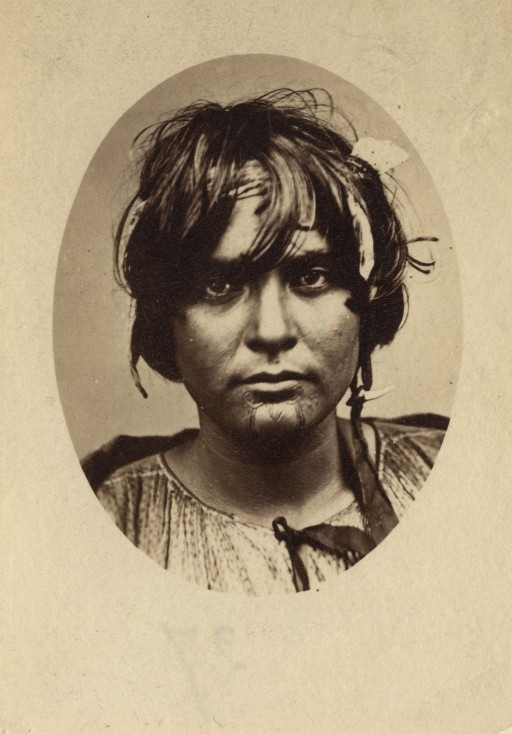
Hariota Hull
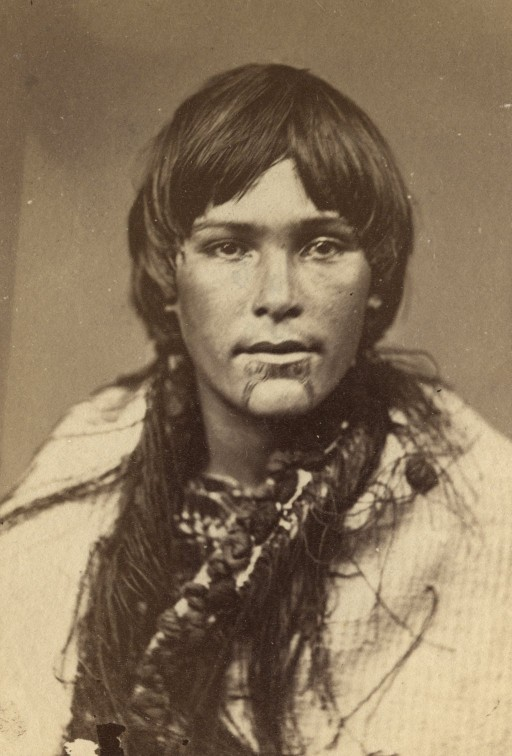
Dona maori desconeguda
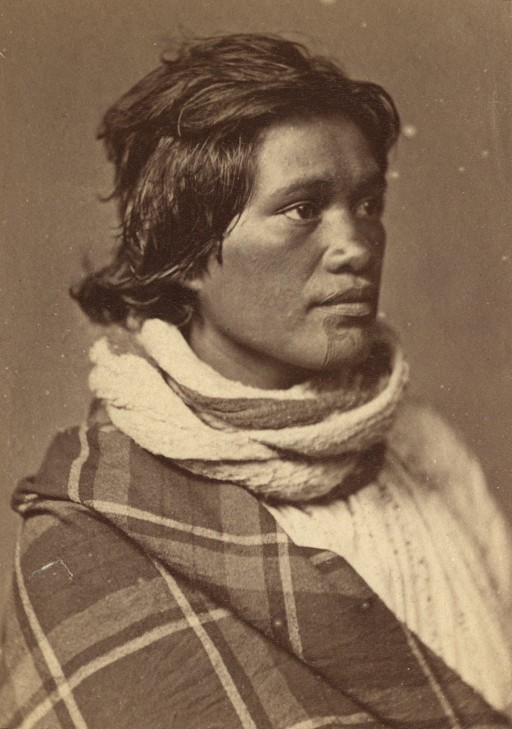
Dona maori desconeguda
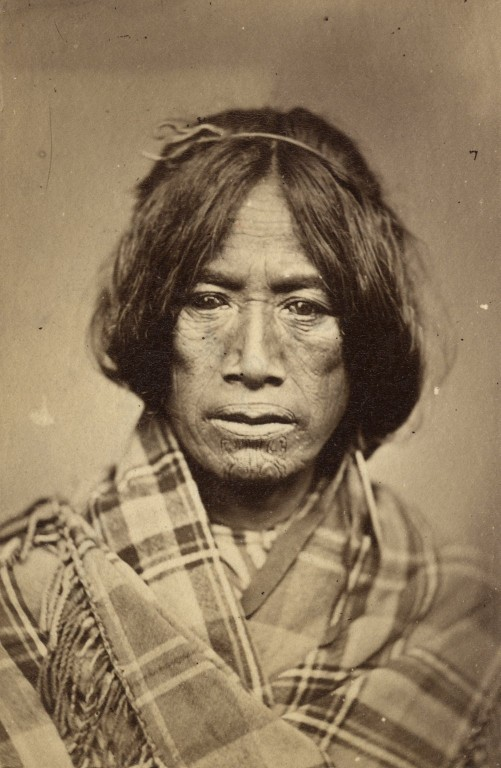
Dona maori desconeguda
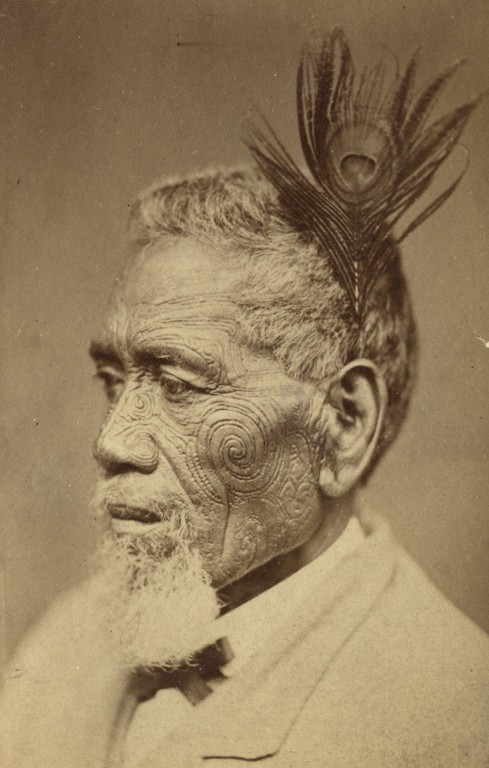
Home maori desconegut
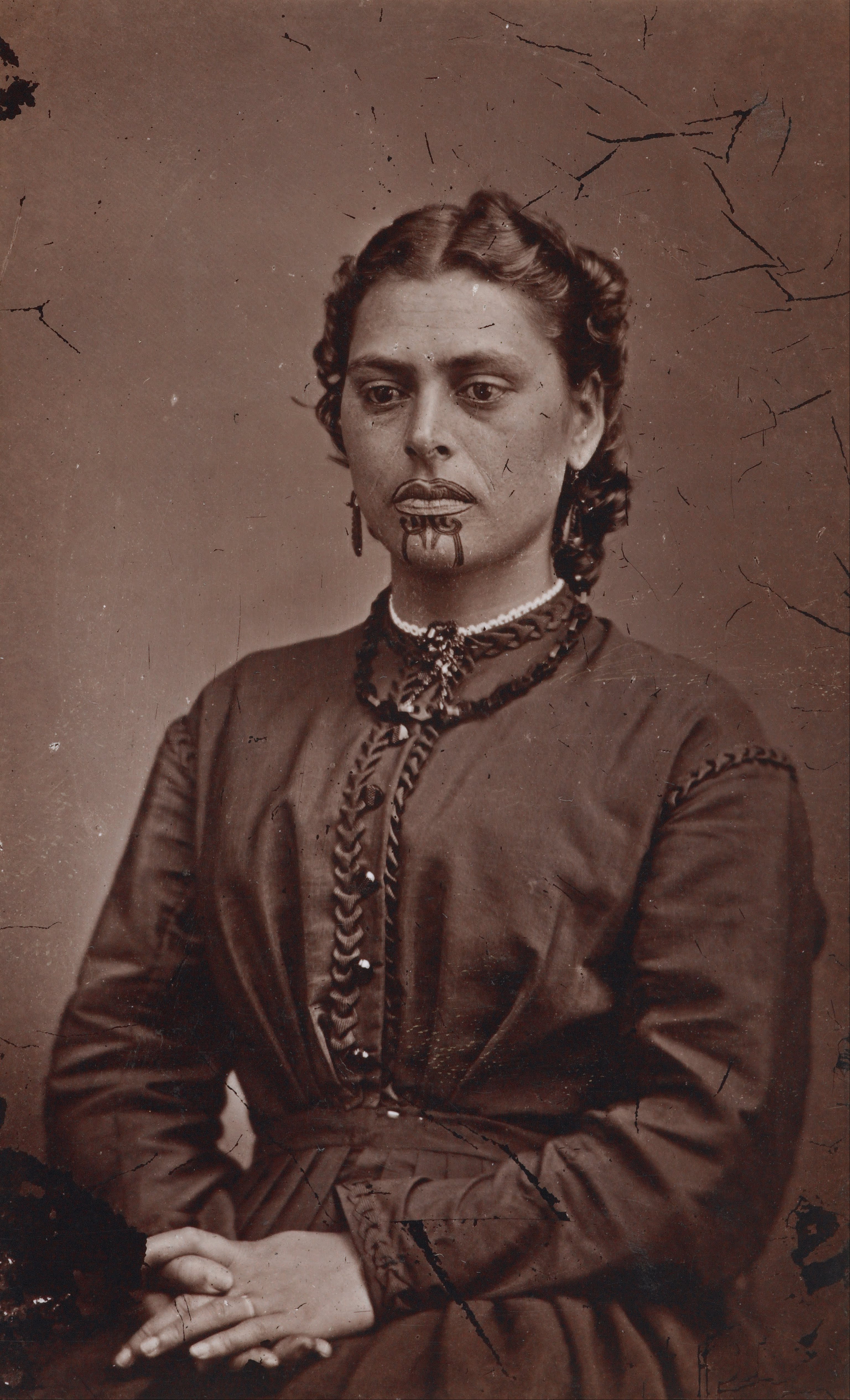
Mrs. Rabone, 1871
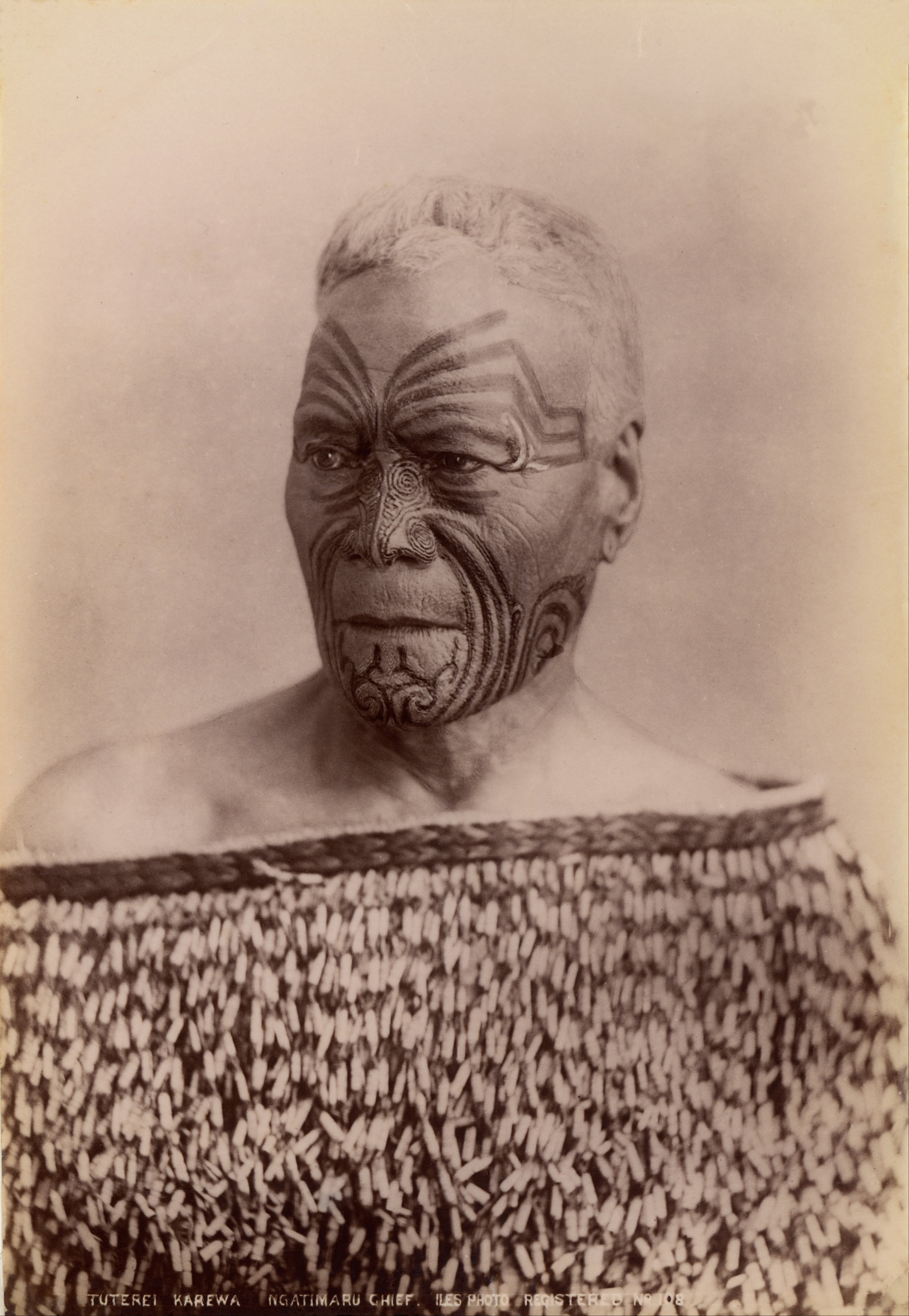
Tuterei Karewa